# Givors
Givors er en fransk by og kommune beliggende i departementet Rhône i Auvergne-Rhône-Alpes-regionen. I januar 2010 var der 19.118 indbyggere.
Byen ligger op til floden Rhône, omkring 25 km syd for Lyon og 25 km nordøst for Saint-Étienne.